# 清太宗第十二女
清太宗第十二女（1637年—1678年），名不详，清太宗皇太极的第十二女，顺治帝同父异母的姐姐。

## 生平
生母是皇太极的庶妃，氏族姓氏不详。順治八年（1651年）八月，皇十二女指配头等侍卫班第（博尔济吉特氏）。班第为额驸。当月，成婚。
顺治朝以后，皇庶女有和碩公主的封号。但皇十二女没有得到任何公主封号，僅封乡君品级。康熙十七年（1678年）十月，乡君以四十二岁的寿命去世。